# برونو دوگونی
برونو دوگونی (به ایتالیایی: Bruno Dugoni) بازیکن فوتبال اهل ایتالیا است که از سال ۱۹۲۵ میلادی عضو تیم ملی فوتبال ایتالیا بوده و در ۴ بازی ملی حضور داشته‌است. او در بازی‌های ملی‌اش گلی به ثمر نرساند.
دوگونی آخرین بازی ملی خود را در سال ۱۹۳۲ میلادی انجام داد.